# Manuel Agüero
Albino Manuel Agüero (Buenos Aires, 12 novembre 1909 – ...) è stato uno schermidore argentino.

## Biografia
Ha partecipato ai Giochi della XIV Olimpiade di Londra nel 1948.

## Palmarès
In carriera ha conseguito i seguenti risultati:
- Giochi panamericani:

Buenos Aires 1951: argento nella sciabola a squadre.
Chicago 1959: argento nella sciabola a squadre.